# Glogovnica
Glogovnica är ett vattendrag i Kroatien. Det ligger i den nordöstra delen av landet, 45 km öster om huvudstaden Zagreb.